# Arques (Aveyron)
Arques es una pequeña localidad y comuna francesa, situada en el departamento de Aveyron en la región de Midi-Pyrénées. 
A sus habitantes se les conoce por el gentilicio Arcasois.

## Demografía
| 187 | 166 | 147 | 121 | 136 | 123 |
| Para los censos de 1962 a 1999 la población legal corresponde a la población sin duplicidades (Fuente: INSEE [Consultar]) |     |     |     |     |     |